# Pëtr Arkad'evič Stolypin
Pëtr Arkad'evič Stolypin (anche traslitterato come Pyotr Arkadevich Stolypin; in russo Пётр Аркадьевич Столыпин? (Dresda, 14 aprile 1862 – Kiev, 18 settembre 1911) è stato un politico russo.
Fu ministro degli interni e primo ministro dell'Impero Russo dal 21 luglio 1906 al 18 settembre 1911, durante il regno dello zar Nicola II.
Convinto conservatore, animato da sentimenti nazionalistici, fu un rigido esecutore e restauratore del potere zarista, pur non essendo mai stato completamente gradito da Nicola II, dopo gli eventi della Rivoluzione russa del 1905. Egli agì tanto sul fronte della repressione del dissenso, quanto su quello istituzionale, ponendo le basi, attraverso l'attuazione di una severa riforma elettorale, per un solido consenso parlamentare al regime. Morì assassinato da Dmitrij Bogrov.
Alcuni studiosi sostengono che la riforma agraria, patrocinata da Stolypin, abbia avuto il merito di tentare di salvare l'impero e il potere zarista, e che, se fosse stata portata a termine, avrebbe potuto risolvere il problema delle campagne, attenuando i fermenti di agitazione popolare, emanazione del disagio della classe contadina. In realtà essa, volta a creare nell'Impero una media borghesia agraria, acuì le distanze tra proprietari benestanti (la classe dei kulaki, in seguito spazzata via dalla persecuzione di Stalin) e piccoli contadini, la cui condizione non migliorò e che rimase in larga misura legata a un sistema di lavoro complessivamente molto simile a quello dell'abolita servitù della gleba.

## Biografia

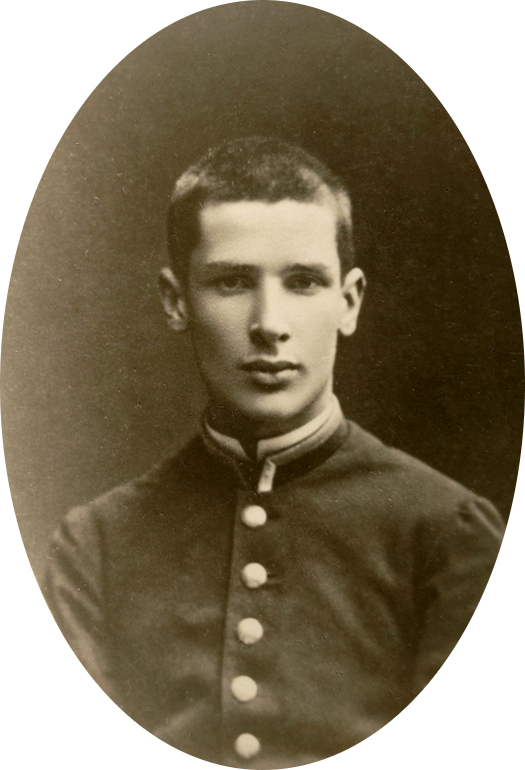
Stolypin in una foto del 1876

Nato a Dresda, in Sassonia, Pëtr Arkad'evič Stolypin apparteneva ad un'antica famiglia dell'aristocrazia fondiaria. Passata parte dell'infanzia in Lituania e compiuti gli studi ginnasiali a Vil'na, conseguì la laurea in fisica e matematica a San Pietroburgo, con una tesi sulla coltivazione del tabacco nella Russia meridionale: compì anche studi di agronomia, chimica, zoologia, geologia e botanica. Nel 1884 sposò la nobile Olga Borisovna Nejgardt, da cui avrà sei figli.
Ammiratore di Lev Tolstoj e di Fëdor Ivanovič Tjutčev, diventò funzionario presso il ministero dell'Interno e il ministero dell'Agricoltura. Nel 1888 ricopre un incarico di basso rilievo nella burocrazia imperiale e l'anno dopo, inviato presso il uezd di Kovno come maresciallo della nobiltà, col compito di raccogliere le istanze dell'aristocrazia, gli viene affidato l'incarico di selezionare i candidati alla carica di zemsky nachalnik, ufficiale col compito di tenere sotto controllo le comunità contadine. Fu nominato poi governatore della provincia di Grodno nel 1902 e di quella di Saratov nel 1903. Fu nominato ministro dell'Interno nel maggio 1906, sotto il primo ministro Ivan Logginovič Goremykin.

### Primo ministro dello zar
In seguito allo scioglimento della Duma, sei mesi dopo la nomina a ministro, fu nominato primo ministro dello zar. Sua intenzione fu avviare una politica di riforma agraria, che avrebbe portato a distribuire le immense proprietà terriere fra i contadini, e tentare un'opera di "pacificazione" del paese scosso dai fermenti rivoluzionari, appena uscito dal moto dell'anno prima, che aveva portato all'istituzione della stessa Duma, che non diventerà mai tuttavia una reale assemblea rappresentativa.

#### La repressione dei gruppi rivoluzionari

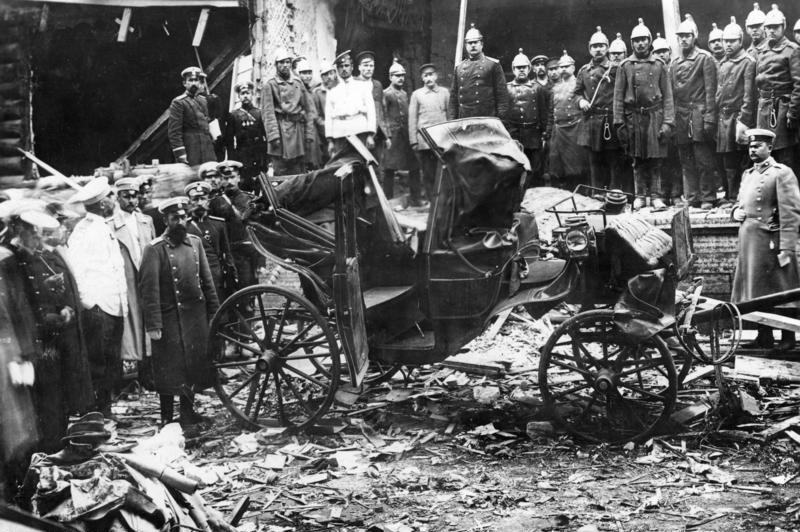
Attentato alla residenza di Stolypin il 25 agosto 1906

Stolypin perseguì l'intento di raffreddare l'azione dei movimenti socialisti rivoluzionari che avevano provocato migliaia di vittime tra il 1906 e il 1907. Lo stesso primo ministro subì, il 25 agosto 1906, un attentato presso la sua dacia situata su un'isola non lontana da San Pietroburgo, riportando leggere ferite. Nell'attentato persero la vita la figlia quindicenne di Stolypin e altre trentuno persone. In risposta a tali gruppi agì con durezza, promuovendo l'uso della legge speciale nell'Impero per colpire i responsabili delle agitazioni e sospendendo la pubblicazione di duecentosei giornali. Istituì tribunali speciali, che avviarono numerosi processi sommari contro i sospettati di sedizione, terrorismo e ribellione.
Il ricorso alla forza divenne frequente per i rivoluzionari e si diffuse l'espressione "la cravatta di Stolypin", cioè il nodo scorsoio, per alludere ai brutali metodi di repressione del governo. Seguirono centinaia di esecuzioni, spesso servendosi di informatori e agenti infiltrati nei movimenti di opposizione, in qualche caso anche sospettati di doppiogiochismo (il caso di Evno Azef). Molti altri estremisti furono costretti ad abbandonare il paese, mentre in patria le misure del primo ministro riscuotevano successo nell'immediato, attenuando l'attività del terrorismo armato.

#### Il riformismo

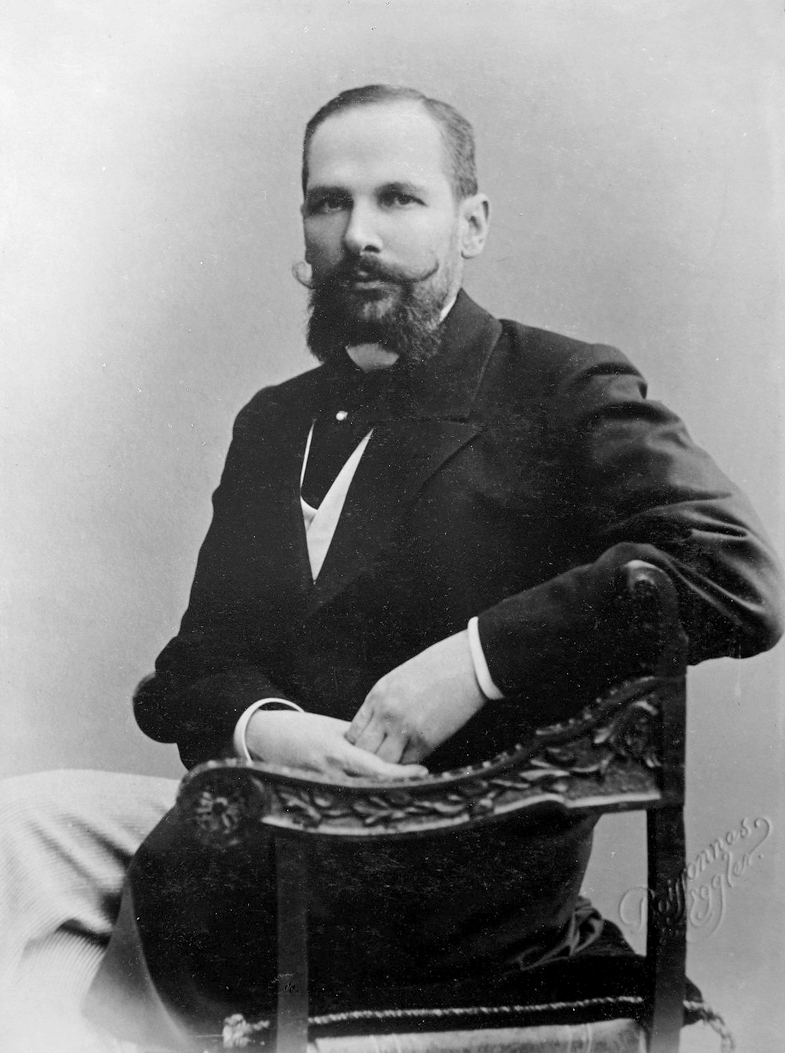
Stolypin in una foto nel 1902

La figlia Marija, in un suo diario, così riporta le intenzioni del padre:
(cit. in E. Malynski, La guerra occulta, Ar, pag. 111)
L'azione di Stolypin, però, si rivolse anche alle ragioni endemiche del fermento rivoluzionario russo, puntando a risolvere attraverso un programma riformistico il problema del diffuso stato di miseria nella classe dei contadini. Dopo appena quattro mesi dalla sua salita al potere fu promulgata, per decreto imperiale, una nuova legge agraria (9 novembre 1906), instaurante la proprietà privata dei contadini, che affiancava e tentava di superare, se non di soppiantare, il sistema delle terre comuni (mir). Un ente pubblico, la Banca Agraria dei Contadini, comprava a basso prezzo le terre inutilizzate e le mise a disposizione dei contadini che avrebbero potuto acquistarle a credito, con garanzia prestata dal tesoro imperiale. Circa mezzo milione di capifamiglia usufruirono dell'iniziativa, acquistando complessivamente quattro milioni di ettari. In totale i nuovi proprietari di terreni, tra il 1906 e il 1914, ammontarono a 7 milioni.
Tutti gli sforzi di Stolypin tendevano a trasformare ogni uomo del popolo in un piccolo proprietario indipendente, gestore individuale nel proprio terreno e legato alla corona da vincoli di onore e fedeltà, nel più classico spirito feudale: lo scopo era fare della classe contadina un bacino di consenso, sottraendola ai tentativi di influenza dei gruppi radicali e rivoluzionari. La Russia, nella sua visione, avrebbe dovuto essere una federazione di piccoli, medi e grandi proprietari terrieri. I critici della riforma sostengono che essa fosse dettata dalla preoccupazione di preservare le terre nobiliari, facendo sì che ai contadini fosse ripartito ciò che già possedevano, peraltro agendo con un metodo fortemente precettistico, e che avrebbe aggravato la distanza tra contadini ricchi (i kulaki, nel cui alveo confluirono i nuovi piccoli proprietari), agevolati dall'abbandono delle terre comuni, e quelli più poveri, lasciati in disparte dal tentativo riformistico.

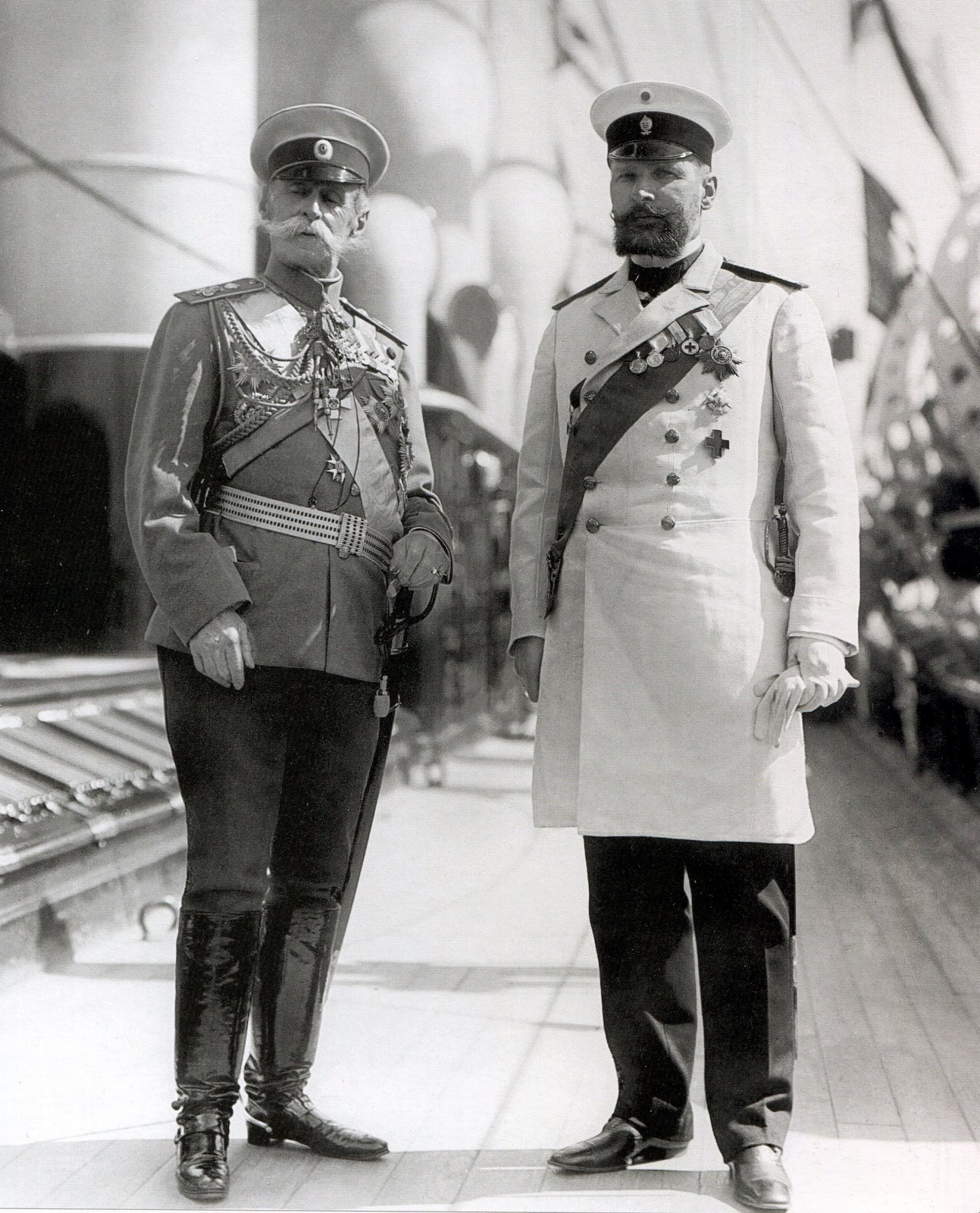
Stolypin assieme al ministro della Corte imperiale, il barone Frederiks, in Finlandia nel 1910

La politica dello Stolypin non tralasciò neppure lo sviluppo dell'industria e delle grandi infrastrutture e vie di comunicazione (importante fu il suo apporto alla costruzione della ferrovia Transiberiana), tentando di mantenersi tuttavia sempre smarcato dal credito internazionale e dai capitali finanziari anonimi. Al 1908 risale anche una legge sull'istruzione, che cercava di ricondurre i bambini alla formazione laica sottraendoli a quella ecclesiastica. Perseguì anche una politica nazionalistica nelle regioni tradizionali russe e in quelle sottoposte all'occupazione dell'impero, come la Finlandia. Il 16 giugno 1907, dopo aver sospeso il parlamento con il pretesto che l'assemblea non aveva tolto l'immunità a 55 deputati socialdemocratici tra i quali alcuni accusati di terrorismo, attuò una riforma della legge elettorale, rispecchiante le sue personali convinzioni nazionalistiche e conservatrici, in senso fortemente classista, che penalizzava il diritto di voto delle minoranze nazionali, l'elettorato contadino e in particolare quello operario. Tale riforma si qualificò come un'operazione restauratrice, volta a ridisegnare gli equilibri del parlamento a favore delle componenti moderate e aristocratiche, e a esaurire definitivamente gli ultimi strascichi della rivoluzione. In particolare, secondo tale riforma, il voto di un proprietario terriero contava grosso modo quanto i voti di 4 borghesi, di 65 rappresentanti del ceto medio, di 260 contadini e di 540 operai.
Nel marzo del 1911, quando tentò di introdurre il sistema dello Zemstvo nelle regioni occidentali dell'Impero, il Consiglio imperiale respinse la proposta. Stolypin rassegnò le sue dimissioni, ma vennero respinte da Nicola II. Il primo ministro decise di richiedere la sospensione della Duma per tre giorni, emanando il provvedimento senza l'interferenza di questa, e richiese e ottenne la rimozione dei membri a lui ostili nel Consiglio dell'Impero. Tale evento gli alienò definitivamente il consenso del sovrano, col quale era entrato in rotta di collisione anche intorno alla personalità dello starec Grigorij Efimovič Rasputin, sulla cui eccessiva influenza e sul cui torbido operato il primo ministro tentava di allertare lo zar. La sospensione del ramo legislativo, operata più volte nel corso del suo mandato allo scopo di scavalcare l'opposizione all'attuazione dei tentativi di riforma, gli attirò l'ostilità dello stesso parlamento.

#### L'assassinio
L'odio nei suoi confronti, che portò al suo omicidio, nacque negli ambienti rivoluzionari e finanziari, che vedevano nel suo operato rispettivamente un riformismo che, lenendo il disagio popolare, avrebbe smorzato lo spirito rivoluzionario e danneggiato gli affari dei centri di potere economico. Verso la fine del proprio mandato rimase sostanzialmente isolato da tutte le parti politiche (la sinistra gli rimproverava le misure repressive contro l'opposizione rivoluzionaria, mentre la destra conservatrice gli imputava l'atteggiamento autoritario, nonché i tentativi di riforma, che avrebbero potuto intaccare il potere dell'aristocrazia agraria) e persino dallo zar Nicola II.
Stolypin subì un attentato a colpi di pistola il 14 settembre 1911 da parte del socialrivoluzionario ebreo Dmitrij Bogrov, mentre assisteva all'opera La fiaba dello zar Saltan all'Opera Nazionale dell'Ucraina di Kiev (oggi intitolato a Taras Ševčenko), alla quale assisteva lo stesso zar Nicola II. Morì quattro giorni dopo. L'attentatore fu condannato a morte per impiccagione e giustiziato il 25 settembre 1911, nella fortezza di Lysa Hora.